# Wolfcoz I.
Wolfcoz I. war ein mittelalterlicher Schreiber und Mönch des Klosters St. Gallen im frühen 9. Jahrhundert.

## Leben
Wolfcoz legte die Ordensprofess vor 813 ab; er wird ab 817 als Diakon und 828 letztmals als Zeuge erwähnt. Er ist zwischen 816 und 822 als Schreiber von 14 Urkunden zu fassen, woraus hervorgeht, dass Wolfcoz wie der spätere Abt Bernwig ein Vertrauter des Abts Gozbert (816–837) war. Als ausgezeichneter Kalligraf war er auch in der klösterlichen Handschriftenproduktion tätig und entwickelte auf der Grundlage der (jüngeren) alemannischen Minuskel eine Kunstschrift für Handschriften des mittleren und hohen Stils, die sogenannte Wolfcoz-Schrift, und eine Initialenkunst, die beide schulbildend wirkten. Er schuf in den 820er Jahren mit dem Wolfcoz-Psalter (Cod. Sang. 20, mit späterem Widmungsvers S. 327, vielleicht von seinem Namensvetter Wolfcoz II. verfasst, mit dem Wolfcoz gelegentlich verwechselt wird) das früheste Meisterwerk sanktgallischer Initialkunst. Ihm, seinen Mitbrüdern und Schülern werden weitere Prachthandschriften zugewiesen, so der „Zürcher Psalter“ und der Psalter in der Vadianischen Sammlung St. Gallen, Kirchenväter-Handschriften sowie Rechtscodices, unter anderem die Collectio Dionysio-Hadriana. Mit Wolfcoz und seinem Kreis erreichte St. Gallen unter Abt Gozbert seine erste buchkünstlerische Blüte.